# Plasa Sălard, județul Bihor
Plasa Sălard a fost una dintre cele douăsprezece plăși ale județul interbelic Bihor. Avea 28 sate și reședința la Sălard.

## Descriere
Plasa Sălard a județului interbelic Bihor a funcționat între anii 1918 și 1950. Prin Legea nr. 5 din 6 septembrie 1950 au fost desființate județele și plășile din țară, pentru a fi înlocuite cu regiuni și raioane, unități administrative organizate după model sovietic.